# Pantanos de Centla

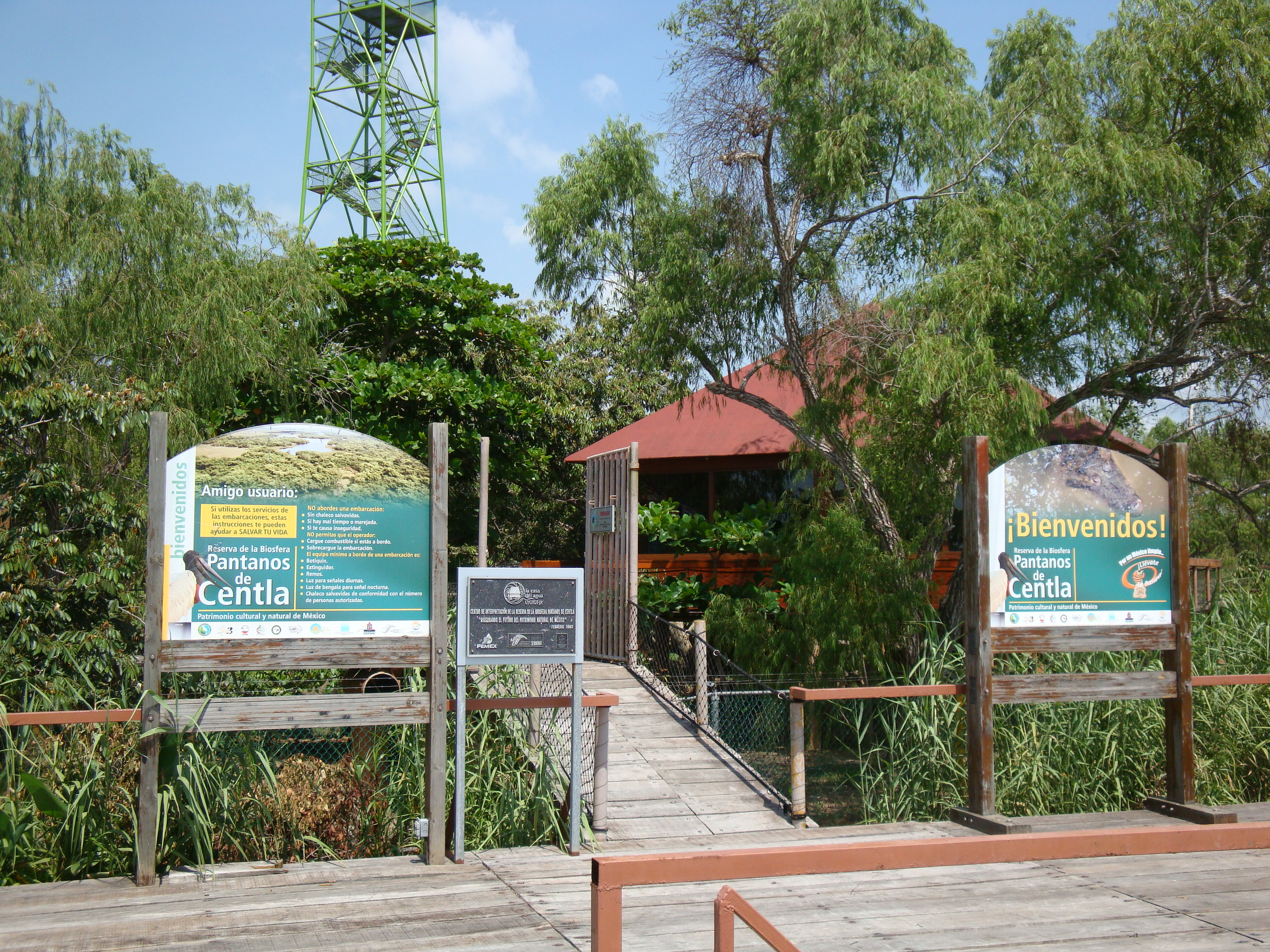
Entrada la Reserva de la Biósfera Pantanos de Centla

Los Pantanos de Centla son una extensión de tierras bajas y humedales, declarada como área protegida con categoría de Reserva de la Biosfera; se ubica en el estado mexicano de Tabasco y es el humedal más extenso de Mesoamérica y uno de los 15 humedales más importantes del mundo.
La reserva posee una extensión de 302,706 has, repartidas entre los municipios tabasqueños de Centla, Jonuta y Macuspana, además de Campeche, con diferentes grados de protección, y comprenden el delta de los ríos Grijalva y Usumacinta, los más caudalosos del país con un desfogue de 117,000 millones de metros cúbicos de agua. Fue decretada como Reserva de la Biósfera el 6 de agosto de 1992.
Los ecosistemas que contiene presentan una gran biodiversidad, particularmente de especies animales de agua dulce, en especial invertebrados, quelonios y otros reptiles; así como comunidades de plantas hidrófitas, como el lirio acuático y el tipo de vegetación conocido como popal.

## Geografía
La Reserva de la Biosfera Pantanos de Centla se localiza al noreste del estado de Tabasco. Forma parte del delta de los ríos Grijalva y Usumacinta. Limita al norte con el golfo de México en la desembocadura del río San Pedro y San Pablo y con la ciudad de Frontera; al este con el estado de Campeche; al sur con el río Bitzal hasta su unión con el río Grijalva; y al oeste con el arroyo Las Porfías y la carretera Villahermosa - Ciudad del Carmen.
Su superficie es de 302,706 ha y ocupa los municipios de Centla (225,108 ha), Jonuta con (65,651 ha) y Macuspana (6,280 ha), lo que representa el 12.27% de la superficie total del estado Tabasco.

## Clima
El clima que presenta la reserva Pantanos de Centla, es cálido húmedo y subhúmedo con lluvias abundantes en verano, y una precipitación promedio anual de 1400 a 1800 mm por año. La temperatura media anual es de 25,9 °C. y existen dos periodos de secas, el mayor de marzo a abril y uno relativamente seco en julio y agosto.

## Características del suelo
El sistema se encuentra sobre la llanura aluvial formada por el delta de los ríos Grijalva, San Pedrito y Usumacinta; de relieve suave, presentando lomeríos suaves y abundantes depresiones, que convierten la zona en terrenos fácilmente inundables con suelos de drenaje deficiente tipo Gleysol, Fluvisol y Solonchak.
La cuenca estructural sobre la que se asientan los pantanos está formada por rocas sedimentarias de origen reciente, remontándose al período cuaternario. La altitud de la zona no rebasa la decena de metros sobre el nivel del mar.

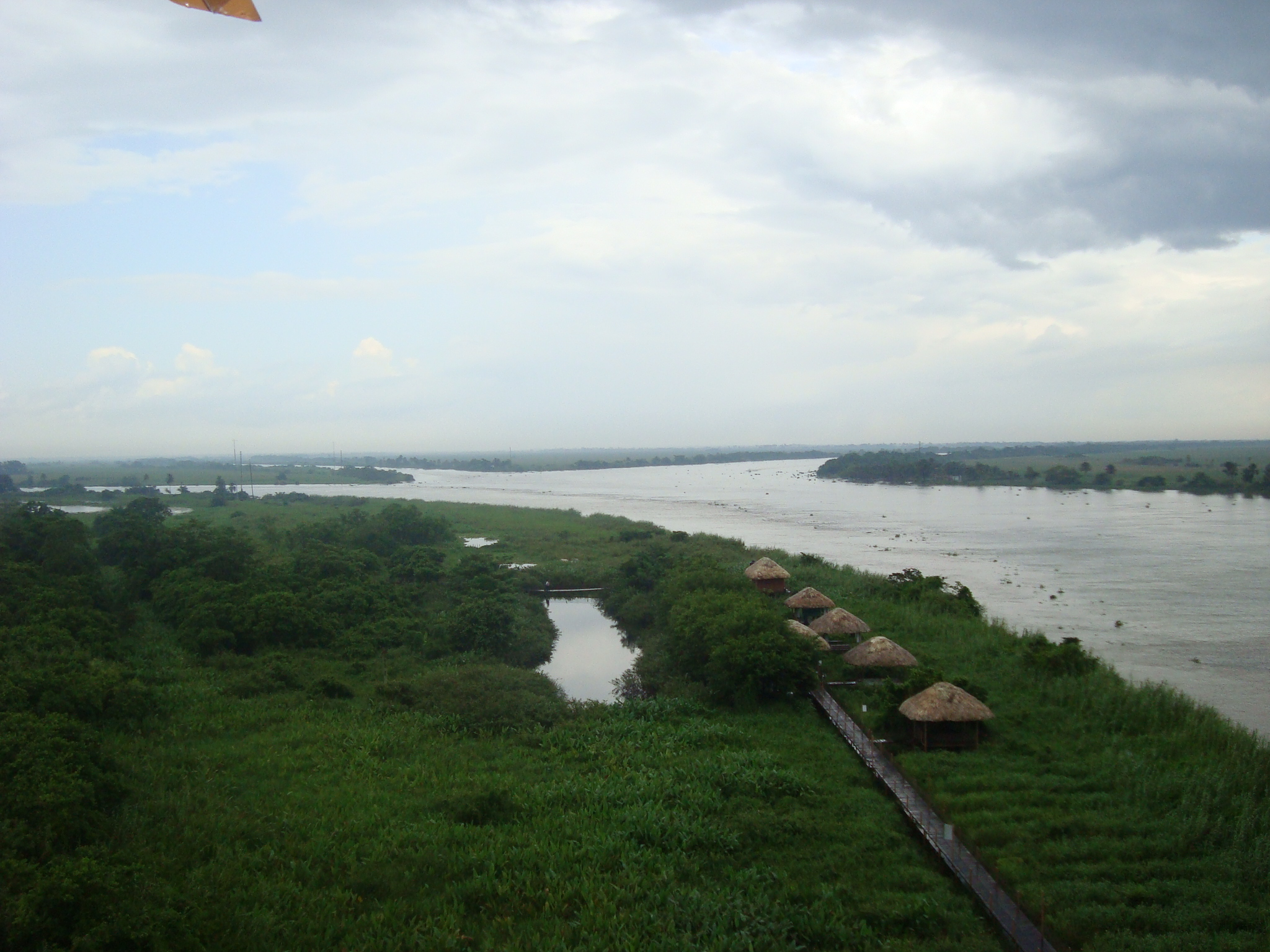
Estación "Tres Brazos" en la Confluencia de los ríos Grijalva, Usumacinta y San Pedrito, en la Reserva Pantanos de Centla

Los suelos de la reserva son el resultado de la influencia de tres factores: la acumulación aluvial de sedimentos, el agua aportada por los ríos debido a las altas precipitaciones en la cuenca media y alta, así como a los tipos de vegetación.
La topografía es plana y va de una altitud de 0 a 7 m s. n. m.

## Características hidrológicas
La reserva se encuentra en la zona de mayor escurrimiento de agua en territorio mexicano, en la cuenca baja de los ríos Grijalva y Usumacinta, donde ambos se unen en uno solo hasta desembocar en el Golfo de México, con un escurrimiento de 117 000 millones de metros cúbicos de agua, así como de otros ríos de menor importancia, como el San Pedro y San Pablo, y el San Pedrito.
Los ríos más importantes de la Reserva son el Usumacinta con 55.832 millones de metros cúbicos, el más caudaloso de México, y el Grijalva, con un volumen anual de 27.013 millones de metros cúbicos. Al centro, norte y este, la Reserva es drenada por distributarios del Usumacinta como son el Palizada, San Pedrito y San Pedro y San Pablo.
Por su nivel de descarga, el Delta Usumacinta - Grijalva, está considerado como el sistema más importante de Norteamérica y Centroamérica y tiene el séptimo lugar a nivel mundial. En cuanto a las lagunas costeras destacan la del Cometa, que drena hacia el río San Pedro y San Pablo; el Coco, hacia el Grijalva; y el Corcho, que desaloja sus aguas hacia la laguna Santa Anita. Estas lagunas son de extensión reducida, sin embargo, juegan un papel primordial en el ciclo de vida de muchas especies marinas y dulceacuícolas.
Otros recursos hídricos los constituyen multitud de lagunas, pantanos permanentes e intermitentes y otros cuerpos de agua que salpican las áreas entre los cauces de los ríos.

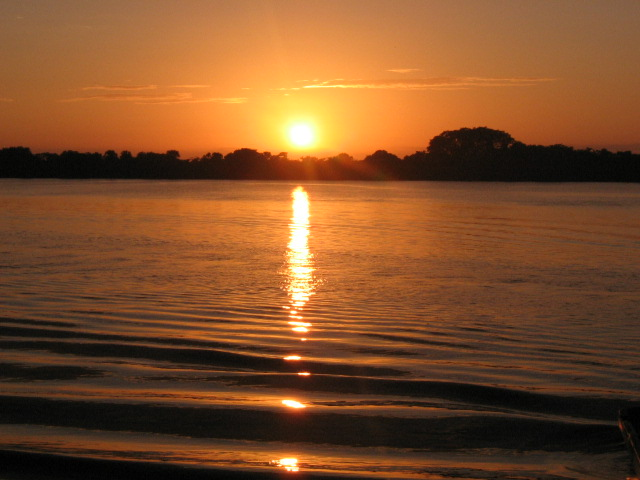
Bello atardecer en la Reserva de la Biósfera Pantanos de Centla

## Biodiversidad
De acuerdo al Sistema Nacional de Información sobre Biodiversidad de la Comisión Nacional para el Conocimiento y Uso de la Biodiversidad (CONABIO) en la Reserva de la Biosfera Pantanos de Centla habitan más de 1,245 especies de plantas y animales de las cuales 71 se encuentra dentro de alguna categoría de riesgo de la Norma Oficial Mexicana NOM-059  y 53 son exóticas,
Los pantanos comprenden uno de los grupos de ecosistemas con mayor diversidad biológica del país; debido a la variedad de biotopos que presenta, como dunas, pantanos, esteros, manglares, marismas, espejos de agua dulce y salobre e islas fluviales; los cuales albergan una alta riqueza biótica; específicamente de insectos, moluscos, algas, reptiles, plantas fanerógamas, y peces.
Se han identificado algunas especies indicadoras del grado de conservación ambiental de la zona; entre ellas se cuentan el mangle rojo, blanco y negro; el camarón, el manatí, los cocodrilos y caimanes y los quelonios de agua dulce.
Los habitantes de esta región han desarrollado un vasto conocimiento sobre los recursos vegetales de que disponen. A la fecha se han identificado 76 especies vegetales susceptibles de utilizarse, de las cuales el 50% son comestibles, en tanto que las otras son utilizadas como ornamentales, en la construcción, artesanía, medicina o como combustible. Una situación similar ocurre con la fauna.

### Flora

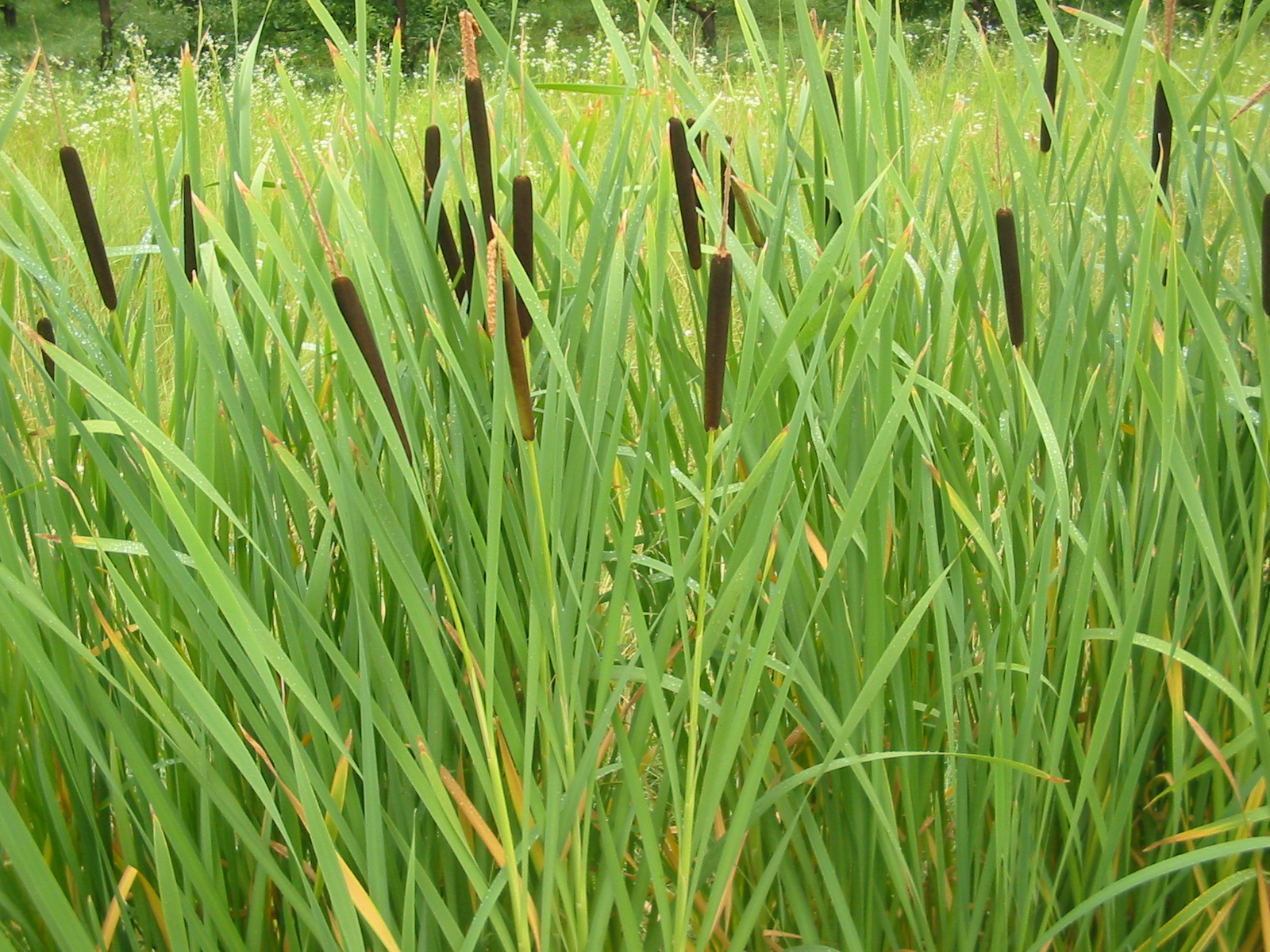
El espadañal, una de las comunidades vegetales con mayor presencia en la reserva.

Los recursos florísticos que se hallan en la reserva, dependen de la distribución del agua, las formas geológicas, el tipo de suelo, además de depender de una manera muy importante del clima. A través de diversas investigaciones, se han contabilizado 569 especies de plantas distribuidas en 118 familias y agrupadas en ocho asociaciones principales:
- 1. Comunidades hidrófitas (Ocupan el 68.1% del  área protegida)[1]

Esta vegetación es la mejor desarrollada en la reserva, y están representadas por espadañal o tular. Ocupan más de dos tercios del área, crecen sobre suelos permanentemente inundados y constituyen la comunidad más extendida dominada por espadaña (Typha latifolia).
Las comunidades hidrófitas se subdividen en tres tipos de vegetación:
1. Vegetación hidrófita emergente, caracterizada por masas puras de espadañal o neal (Typha latifolia), que por lo general presenta una altura que puede ser desde 1 a 3 m.

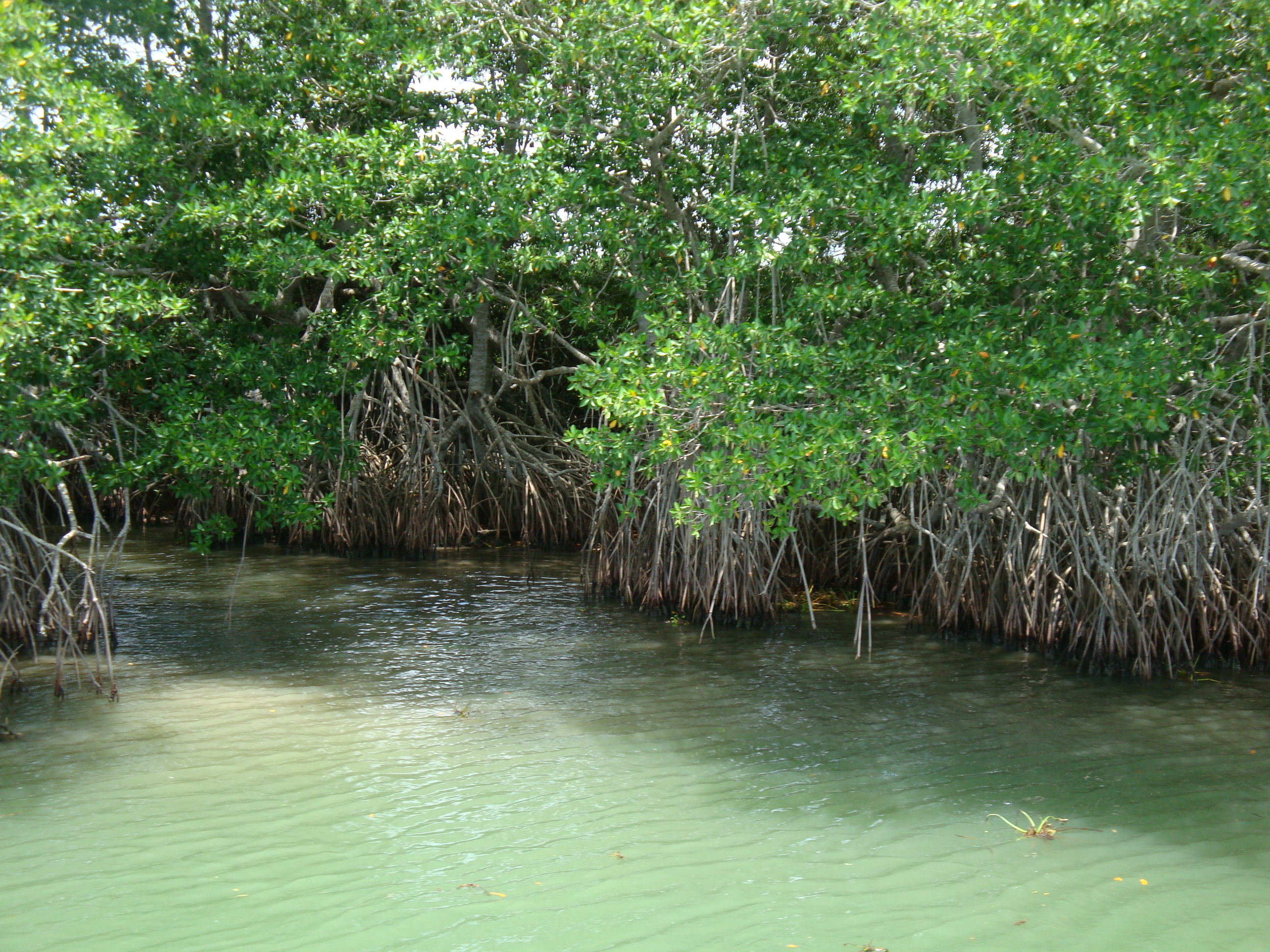
Los manglares representan el 2% del territorio de la reserva.

2. Vegetación hidrófita flotante, que se concentra en ambientes netamente lacustres y se asocia a los palustres donde convive con el neal. Algunas de las especies que la conforman son: el jacinto (Eichornia crassipes), la oreja de ratón (Lemna minor), la hoja de sol (Nymphaea ampli, Nymphaea odorata)  y la lechuga de pantano (Nymphoides humboldtiana).
3. Vegetación subacuática (hidrófitas sumergidas), está representada por el sargazo (Ceratophyllum demersum, C. echinatum y Utricularia sp.) y pese a su papel ecológico dentro de los pantanos, este tipo de vegetación es la menos estudiada.
- 2. Selva mediana subperennifolia (ocupa el 6.4%)[1]

Está compuesta por géneros como Terminalia, Cedrela, Swietenia, Brosimum, Achras, Ceiba, además de orquídeas, bromelias, palmas y helechos.
- 3. vegetación riparia (con el 5,8%)[1]

Se localiza en las márgenes de los ríos, arroyos y canales y sus especies representativas son: sauce (Salix chilensis), tucuy (Phithecellobium lanceolatum), gusano (Lonchocarpus hondurensis), chelele (Inga fissicalyx), palomillo (Cytharexylum hexangulare), tinto (Haematoxylon campechianum) y muco (Dalbergia brownii).
- 4. Manglar (representa el 2%)[1]

El manglar se encuentra distribuido a lo largo de 20 km corriente abajo del río San Pedro y San Pablo, en su margen izquierda; en la ribera del Usumacinta penetra a una distancia de 30 km. Se asocia a varias lagunas continentales como la del Cometa, Guanal, Los Ídolos y Sargazal. Las tres especies arbóreas predominantes de los manglares son el mangle rojo (Rhizophora mangle), el mangle negro (Avicennia germinans) y el mangle blanco (Laguncularia racemosa). En ocasiones se presenta el plátano falso (Conocarpus erectus) asociado a los ambientes menos salinos.

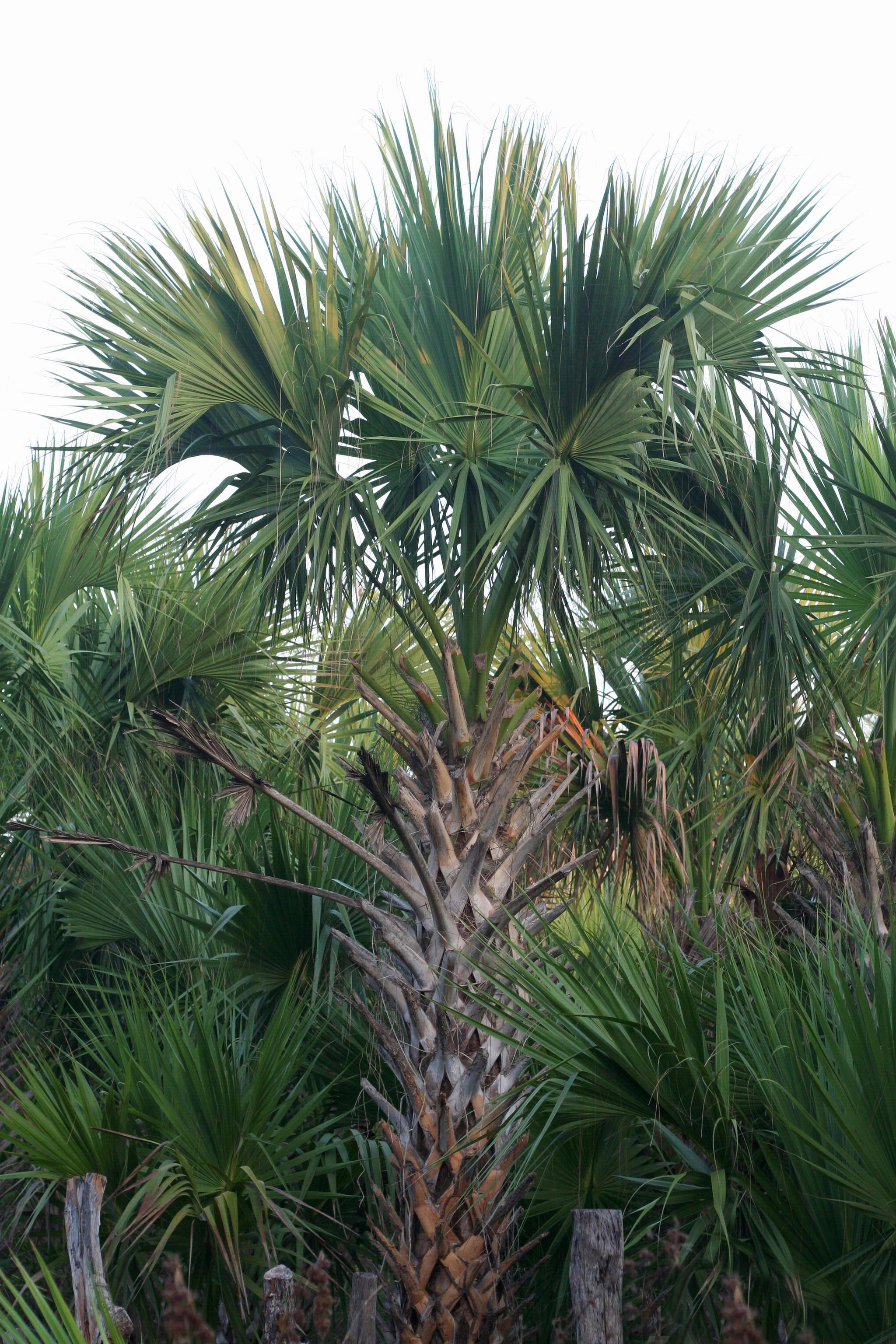
Palma de guano.

- 5. Matorral de mucal  (representa el  1.8%)[1]

La mucalería (Dalbergia brownii) ocupa los terrenos adyacentes a los manglares, en las orillas de los ríos y lagunas y también en tierra adentro dominada principalmente por Dalbergia browneii conocido popularmente como "mucal". Otros arbustos presentes son la majagua (Hibiscus tiliaceus), el sibil (Malvaviscus sp.), el plátano falso (Conocarpus erectus), el amarillo (Annona glabra), el musté (Clerodendrum ligustrinum), el julube (Bravaisia integerrima) y el mangle blanco (Laguncularia racemosa). En esta comunidad se encuentra también una gran cantidad de trepadoras que envuelven a los arbustos logrando que en algunos lugares el acceso sea imposible.
- 6. Tital o selva baja subperennifolia (representa el 0.3%)[1]

Está representada por el tinto (Haematoxylon campechianum). Se distribuye aisladamente dentro de otras comunidades vegetales, en hondonadas con suelos profundos y arcillosos, generalmente inundables. Algunas especies presentes, además del tinto (Haematoxylum campechianum) son el pucté (Bucida buceras), el tocoi (Coccoloba barbadensis), la palma real (Sabal mexicana) y el jaguacté (Bactris baculifera) (Ramírez, 1985). West et al. (1976) sugieren que las alteraciones y la extracción del palo de tinte pudieron haber causado, en parte, la actual distribución y dominancia de las especies de los pantanos.
- 7. Palmar

En la región se encuentran dos tipos de palmares: los dominados por el "tasiste" (Acoelorraphe wrightii) y el dominado por el "guano" (Sabal mexicana). El primero se presenta en suelos que se anegan temporalmente y el segundo en suelos no anegables.
- 8. Cultivos y potreros (con el 15.6%)[6][1]

### Fauna
Se estima que en la reserva habitan por lo menos 255 especies de aves, 104 de mamíferos, 68 de reptiles, 52 de peces y 27 de anfibios. Todos los grupos de vertebrados terrestres se encuentran representados en la reserva, gracias a la amplia gama de ecosistemas y a la estrecha relación entre las plantas y los animales. Sin embargo, se calcula que hay 199 especies con algún grado de vulnerabilidad y con tendencias a su pérdida por disminución del hábitat o la extracción excesiva.
Aves

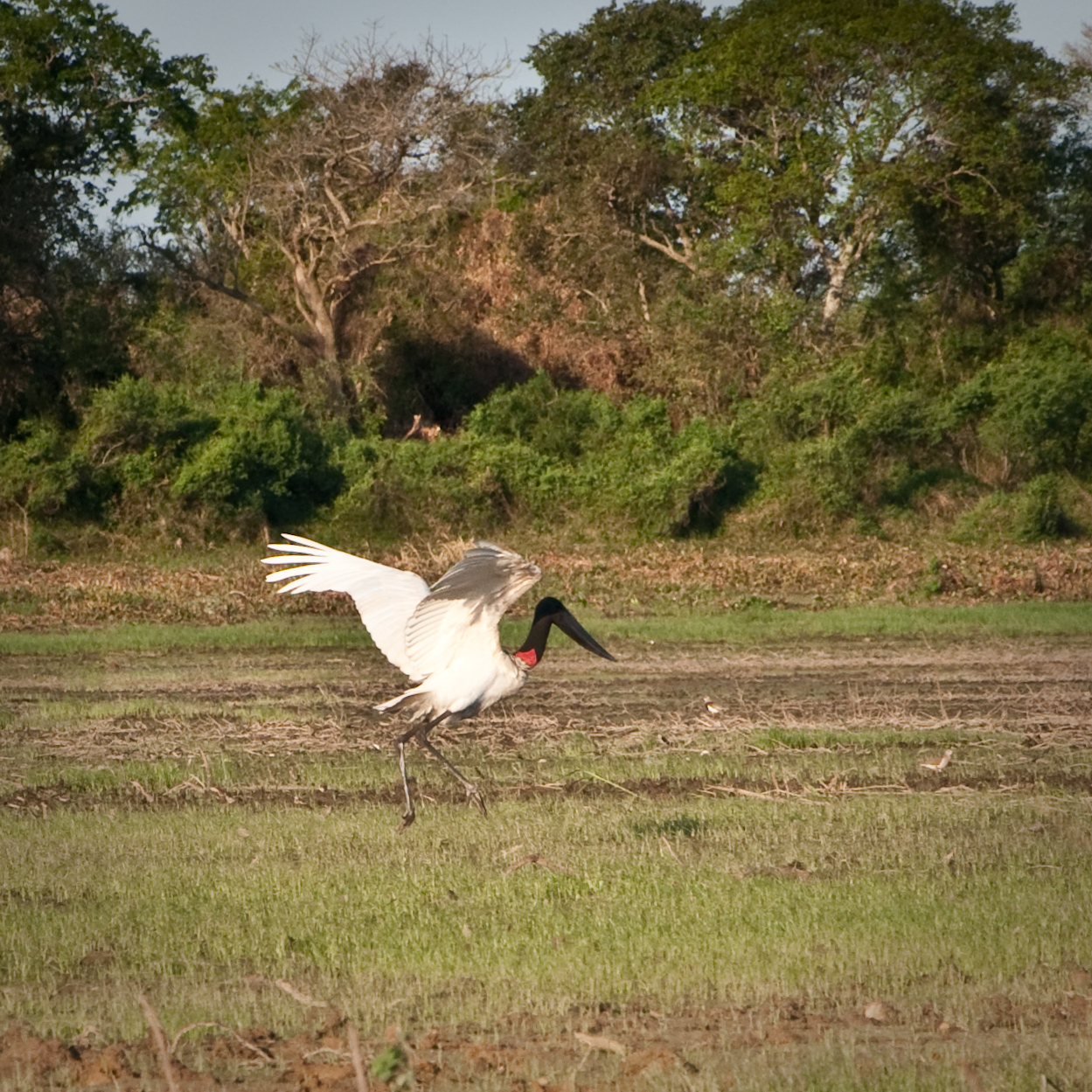
Cigüeña Jabirú, una de las aves más grandes de México, habita en la reserva Pantanos de Centla.

Con respecto a las aves, son el grupo más extenso con 255 especies, hay tanto residentes como migratorias, de hábitos acuáticos y terrestres, destacando dentro de estas la cigüeña jabirú (Jabiru mycteria), el pato real (Cairina moschata), el halcón peregrino (Falco peregrinus) y el águila pescadora (Pandion haliaetus).
Mamíferos
Dentro de los mamíferos, destacan el manatí (Trichechus manatus), el tepezcuintle (Agouti paca), el venado cola blanca (Odocoileus virginianus), el jaguar (Panthera onca), el ocelote (Leopardus pardalis) y el mono aullador (Alouatta palliata) entre otros.
Peces
Los peces se presentan en diferentes tipos de hábitats. Por su importancia comercial destacan el robalo (Centropomus sp.), las mojarras (Cichlasoma fenestratum, Cichlasoma urophtalmus, Petenia splendida, Tilapia sp.) y el pejelagarto (Atractosteus tropicus).
Crustáceos
Entre los crustáceos se encuentran la acamaya (Macrobrachium acanthurus) y la pigua (Macrobrachium carcinus), que se localizan en sistemas dulceacuícolas, la jaiba (Callinectes sp.), el cangrejo violinista (Uca sp.) y el camarón blanco (Penaeus setiferus). El alto valor comercial que poseen el camarón blanco y la acamaya los convierte en objetos de intensa captura para su venta, esto constituye uno de los principales recursos para obtener ingresos económicos en la región.
Reptiles

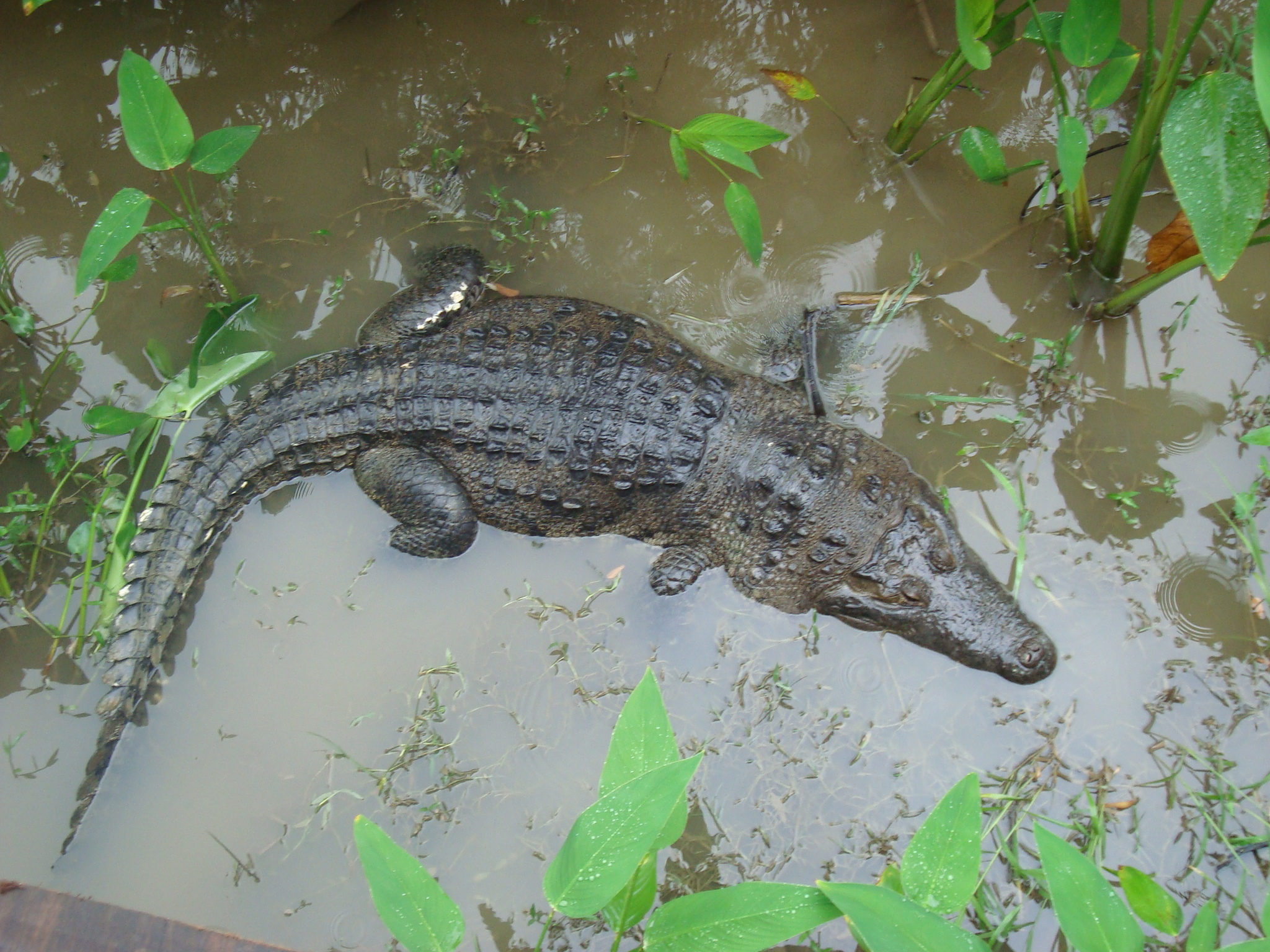
Cocodrilo Moreletii o también llamado de pantano, es de los principales habitantes de la reserva..

En cuanto a reptiles se encuentran la tortuga blanca (Dermatemys mawii), el pochitoque (Kinosternon leucostomum), la hicotea (Trachemys venusta), el guao (Staurotypus triporcatus), el chiquiguao (Chelydra serpentina), la iguana (Iguana iguana), el garrobo (Ctenosaura similis) y en menor grado la mojina (Rhinoclemmys areolata) y el cocodrilo de pantano (Crocodylus moreletii). Otros reptiles del lugar son las culebras como la bejuquilla y la nauyaca.
Anfibios
Los anfibios están representados por diversas ranas y sapos como Rhinophrynus dorsalis, Bufo horribilis, Bufo valliceps, Rana pipiens, Rana palmipes.

## Manejo
El decreto de la Reserva divide al área en dos zonas núcleo y una de amortiguamiento. La Zona Núcleo I se ubica al sur ocupando una superficie de 57.738 ha. La Zona Núcleo II está al norte con una superficie 75.857 ha. El decreto establece que estas áreas no se podrán autorizar obras públicas o privadas; interrumpir, rellenar o desecar flujos hidráulicos; realizar actividades cinegéticas o de aprovechamiento de especies de flora y fauna. La zona de amortiguamiento envuelve a las dos zonas núcleo con una superficie de 169.111 ha. En esta área queda manifiesto que no se podrán establecer nuevos centros de población y los aprovechamientos de flora y fauna quedan regulados por la SEMARNAT.

## Impacto humano

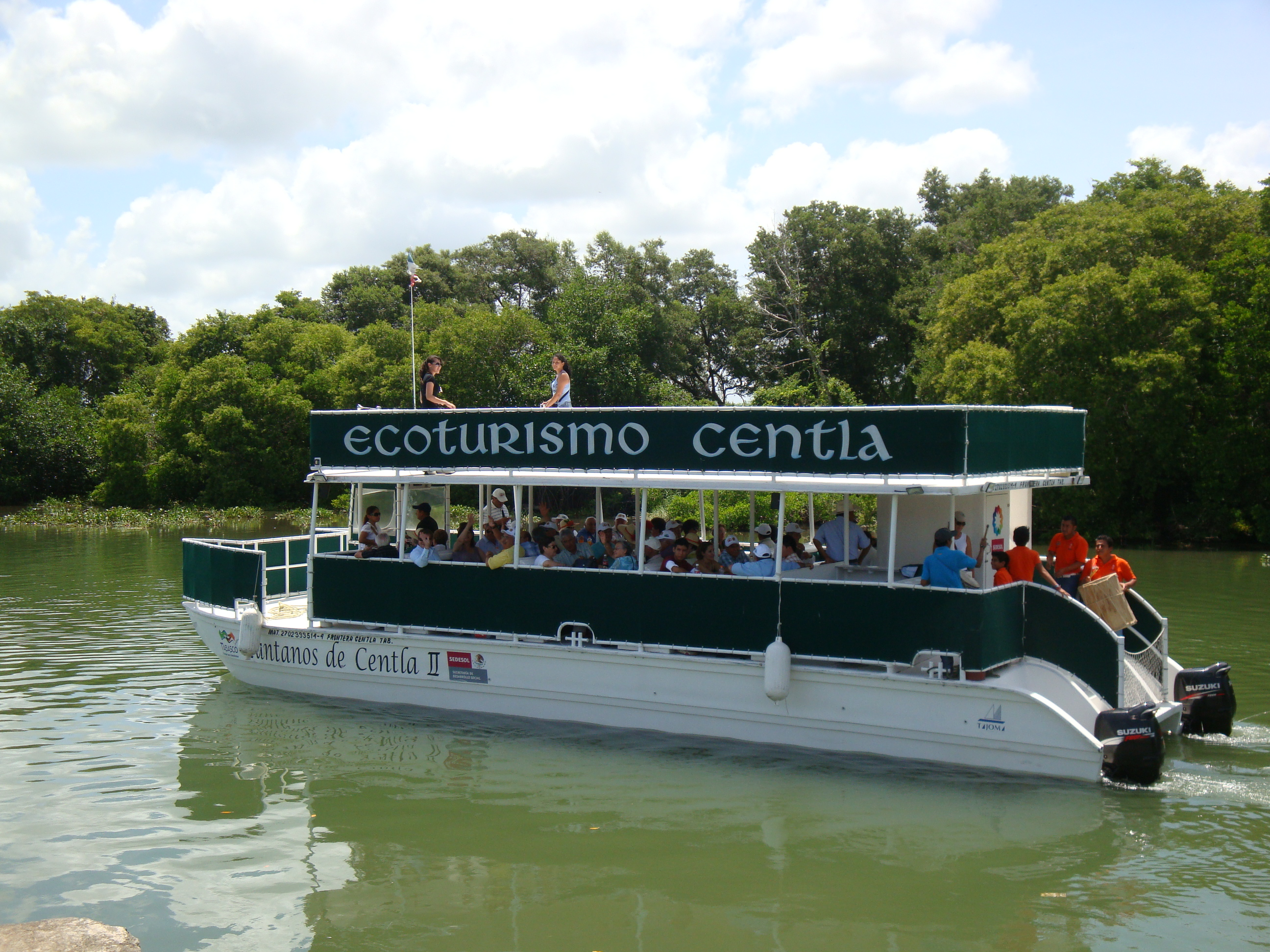
Catamarán que reliaza el transporte de turistas desde el puerto de Frontera hacia la estación "Tres brazos", en la reserva.

### Población
Consiste en aproximadamente 15,000 habitantes de grupos de mestizos, chontales y mayas de bajos ingresos económicos que provienen de la pesca y el jornaleo.
En general los asentamientos humanos se encuentran a lo largo de los bordos de los ríos. Dentro del área hay un solo poblado con un asentamiento concentrado, Quintín Arauz, que es el poblado más grande del área con 2,000 habitantes; el chontal es la lengua común, y aún conserva tradiciones religiosas y festivas propias.

### Vías de comunicación
La reserva ecológica Pantanos de Centla, es atravesada por dos carreteras, la carretera federal n.º 180 Villahermosa-Frontera-Cd. del Carmen y la carretera estatal Jonuta-Frontera la cual es muy angosta y sufre de constantes deslaves y cortes debido a que corre a lo largo de la margen derecha del río Usumacinta.

## Ecoturísmo
En los últlimos años se han desarrollado en la reserva las actividades ecoturísticas, con la finalidad de aprovechar su potencial, conscientizar a la población sobre la importancia de preservar los recursos naturales, y convertirse en una fuente generadora de recursos para las comunidades localizadas dentro del área protegida. Por tal motivo, los gobiernos estatal y federal han dotado a la reserva con infraestructura tanto de comunicación fluvial, como con instalaciones para recibir grupos y visitantes y ofrecer recorridos y diversos servicios turísticos que van desde paseos en lancha, comidas, hasta hospedaje en cabañas ecológicas.

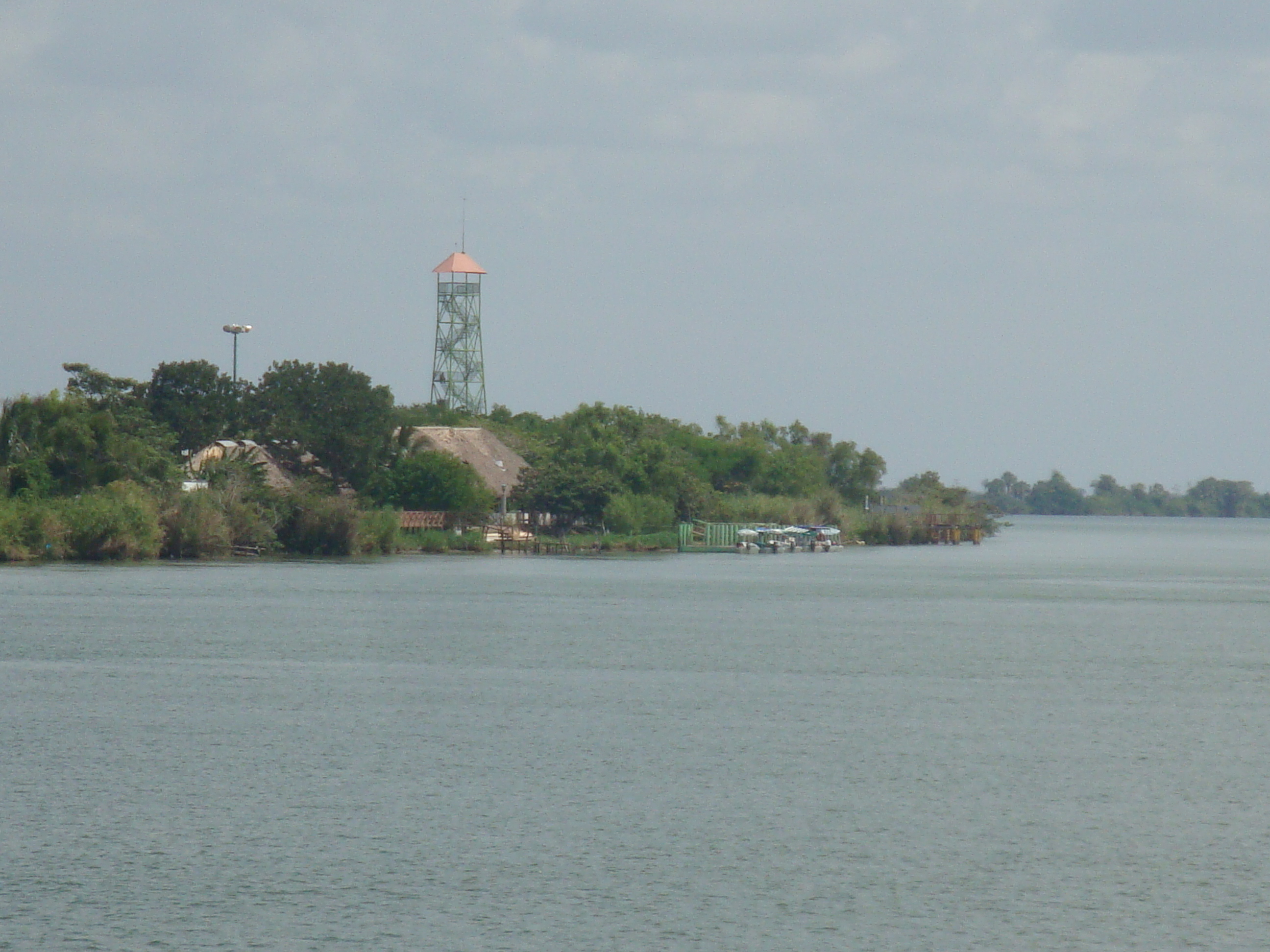
Estación "Tres brazos" con su mirador de 20 m de alto.

Aunado a esto, en el área de los Pantanos de Centla se encuentran por lo menos 19 sitios arqueológicos prácticamente inexplorados, entre otros: Aguacatl, Astata y Santa Rita.

### Centro de Interpretación"Uyotot-Ja’"
En la Reserva de la Biosfera Pantanos de Centla se encuentra el Centro de Interpretación Uyotot-Ja’ que en chontal significa "Casa del agua". En este lugar se localizan tres salas de exposiciones, en cada una de ellas se explican los valores ecológicos, económicos y sociales a través de módulos interactivos.
También aquí existe un mirador de 20 metros de altura, desde donde se puede tener una majestuosa vista de la reserva y sobre todo de la confluencia de los ríos Grijalva, Usumacinta y San Pedrito, que se unen en el punto llamado: "Tres brazos".
El centro turístico cuenta también con restaurante y salón para eventos.

### Estación de Servicios y muelle "Tres brazos"
Es la puerta de entrada a este exuberante ecosistema desde donde podrá abordar las embarcaciones que le llevarán por los diferentes recorridos turísticos a través de los estrechos canales y zona de manglares así como degustar gastronomía típica de la región en sus diversos restaurantes.

### Recorridos turísticos
Ruta Nueva Esperanza

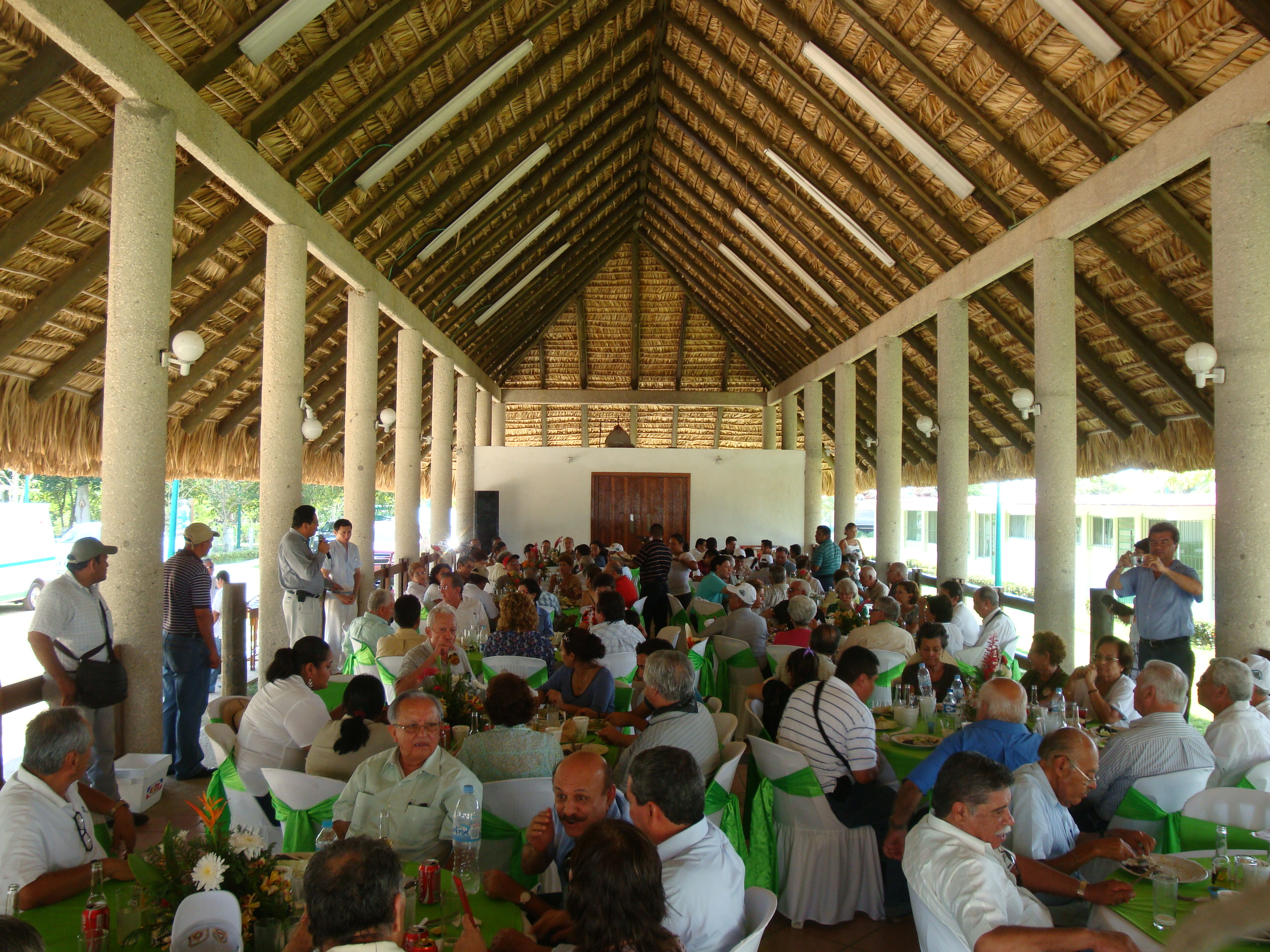
Palapa para eventos, ubicada en la estación "Tres brazos".

Es un viaje río arriba por el Usumacinta hasta llegar a una torre de observación de 6 m de altura, desde donde se podrá admirar a miles de aves que se concentran año con año en la región. Este recorrido permite explorar los misterios que guardan los pantanos al tomar un paseo por cayuco recorriendo bellos canales ricos en fauna silvestre. El visitante se deleitará con comida típica de la región descansando en un palafito.
Ruta San Juanito
Ofrece un recorrido de 2 h que lo llevará por una aventura a través de canales donde la vegetación es exuberante. El recorrido incluye travesías por los ríos Usumacinta, Grijalva y San Pedro y al finalizar el paseo podrás degustar de la comida típica de la región en un ambiente natural.

### Desarrollo Ecoturístico "Punta Manglar"
Para los amantes de la naturaleza, es un sitio ideal para la observación de la flora y la fauna, complementado con un recorrido en lancha y en canoa típica (cayuco) para finalizar con una caminata en un sendero interpretativo entre los manglares guiados por personal especializado, al igual ofrecen servicios de alimentos.

## Maravilla natural de México
Por sus paisajes de gran belleza, su importancia ecológica y por ser uno de los humedales más extensos de Norteamérica, los Pantanos de Centla fueron reconocidos entre las "13 maravillas de México", una campaña que organizó Televisión Azteca, donde los televidenes e internautas la eligieron como una de las 13 Maravillas Naturales de México.
| Imágenes de la Reserva de la Biosfera "Pantanos de Centla" |                                     |                          |                                                              |                                       |                           |
|                                                            |                                     |                          |                                                              |                                       |                           |
| Cabañas ecológicas                                         | Muelle en la estación "Tres brazos" | Recorrido por la reserva | Una de las tres salas de exposiciones de centro "Uyotot-Ja’" | Recorriendo los canales de la reserva | Andador hacia las cabañas |